# Evusheld
L'Evusheld, ou AZD7442, est une combinaison d'anticorps monoclonaux à longue durée d'action, ou action prolongée, mise au point initialement par une université américaine : la Vanderbilt University Medical Center (en). AstraZeneca en a acquis la licence en juin 2020 et mène plusieurs études de phase III dans le traitement et la prévention du Covid-19.
Selon des résultats préliminaires de phase III, ce médicament est le seul anticorps monoclonal à avoir prouvé en essais cliniques une efficacité à la fois en prévention des infections et en traitement des infections symptomatiques. Il est intéressant notamment pour des patients immuno-déprimés dont l'organisme ne réagit pas à un vaccin traditionnel.

## Principe
L'AZD7442 est une combinaison de deux anticorps, le tixagevimab et le cilgavimab (AZD8895 et AZD1061) qui ciblent la protéine spike. Ils visent à empêcher la fixation du virus SARS-Cov-2 sur les cellules humaines et par voie de conséquence l'infection, tout en prévenant l'échappement, grâce au doublet. 
La demi-vie des anticorps est potentiellement prolongée par l'introduction d'acides aminés, ce qui a pour but de rallonger leur effet prophylactique.
Le médicament est injecté en intra-musculaire.

## Essais cliniques
Une étude de phase III intitulée STORM CHASER en évalue l'efficacité pour les patients ayant été infectés avant d'avoir été vaccinés. Le 15 juin 2021, AstraZeneca annonce que l'objectif primaire n'a pas été atteint dans cette étude, avec une réduction de 33 % des infections, non statistiquement significative. En revanche, l'étude montre une réduction de 73 % des infections symptomatiques pour le sous-groupe testé PCR négatif au moment de l'injection (51 % dans les 7 premiers jours, 92 % au-delà). 

Une autre étude de phase III baptisée PROVENT en étudie l'effet prophylactique sur les patients immunodéprimés ou ne répondant pas au vaccin,. L’essai portant sur 5 172 patients dont 75 % avait des comorbidités, en double aveugle randomisés 2:1 contre placebo (i.e. 3 460 traités, 1 737 placebos) s'avère concluant avec une réduction de 77 % des infections symptomatiques et de 100 % des cas graves (3 dans le groupe traité contre 0 dans le groupe placebo),. Des données complémentaires publiées le 18 novembre 2021 montrent une efficacité un peu supérieure, avec une réduction de 83 % sur six mois des infections symptomatiques chez les patients répondant mal au vaccin.

Enfin, l'étude de phase III nommée TACKLE mesure l'effet curatif, en termes de mortalité, sur des patients atteint par la Covid-19 mais non hospitalisés. Le 11 octobre 2021, AstraZeneca annonce avoir atteint l'objectif primaire de l'étude TACKE : l’injection intramusculaire d’AZD7442 réduit de 50 % (18/407 vs. 37/415) le risque d’hospitalisation ou de mort pour les patients symptomatiques depuis 7 jours ou moins. Pour le sous-groupe de patients ayant reçu l’injection dans les 5 premiers jours de symptômes, l’efficacité monte à 67 %. 

Une étude parue dans le journal Nature le 21 juin 2021 montre que la combinaison de l'AZD7442 avec le REGN-COV2 ou le bamlanivimab est potentiellement efficace contre les variant Beta et Gamma du Covid-19.

## Variant Omicron
Dans une étude préclinique menée par des chercheurs indépendants de la FDA, Evusheld a montré une efficacité comparable contre Omicron à celle des autres variants, avec une concentration IC50 de 171ng/ml à 277ng/ml, soit un niveau d'anticorps neutralisants équivalent à celui des patients ayant déjà été atteint par le Covid-19.
Evusheld est le seul traitement prophylactique pré-exposition efficace et autorisé contre le variant Omicron.

## Approbations
Le 9 novembre 2021, l'Australie est le premier pays à donner une autorisation provisoire pour Evusheld.
Aux États-Unis, le produit reçoit le 8 décembre 2021 l'approbation d'urgence de la FDA en prophylaxie avant exposition pour les patients immunodéprimés.
En France, Evusheld reçoit le 10 décembre 2021 l'approbation de la Haute Autorité de santé en prophylaxie pour les patients immunodéprimés à très haut risque de complications. À compter du 20 avril 2022, pour plus d'efficacité contre Omicron, la posologie recommandée par la Haute Autorité de Santé est doublée, de 300mg à 600mg. L'indication est élargie à tous les patients de plus de 12 ans immunodéprimés, quelle qu'en soit la cause.
Le 16 septembre 2022, le CHMP, s'appuyant sur les résultats de l'étude TACKLE, recommande l'approbation d'Evusheld en Europe dans le traitement du Covid-19 pour les patients ne nécessitant pas d'oxygène mais à risque d'évolution vers une frome grave. Sa commercilisation dans cette indiation est approuvée dans la foulée dans l'Union Européenne le 20 septembre 2022.